# ویلی یوهانمایر
ویلی یوهانمایر (به آلمانی: Willy Johannmeyer) (زاده ۲۷ ژوئیه ۱۹۱۵، مرگ ۱۴ آوریل ۱۹۷۰) یک افسر آلمانی در دوره رایش سوم و دوازدهمین آجودان آدولف هیتلر بود.